# Hydrozetes escobari
Hydrozetes escobari är en kvalsterart som beskrevs av Fernández och Travé 1984. Hydrozetes escobari ingår i släktet Hydrozetes och familjen Hydrozetidae. Inga underarter finns listade i Catalogue of Life.